# Władimir Łobysiewicz
Władimir Aleksandrowicz Łobysiewicz, ros. Владимир Александрович Лобысевич (ur. w 1890 r. w Ardatowie, zm. ?) – rosyjski, a następnie radziecki wojskowy (podpułkownik), dowódca 1 Dońskiego Pułku Kozackiego, a następnie 3 Kozackiego Pułku Zapasowego Kozackiego Stanu podczas II wojny światowej.
W 1911 r. ukończył pawłowską szkołę wojskową. Służył w 17 Syberyjskim Pułku Strzeleckim. Brał udział w I wojnie światowej. Został ranny. Latem 1918 r. kierował tajną organizacją antybolszewicką Komitet Obrony Ojczyzny w Symbirsku. W lutym 1919 r. wstąpił do wojsk Białych na Syberii. W stopniu podpułkownika dowodził 23 Miasskim Pułkiem Strzelców Górskich. Po dostaniu się do niewoli przeszedł na stronę bolszewików. Na pocz. 1922 r. objął dowództwo batalionu Oddziałów Specjalnego Przeznaczenia (CzON). W lipcu tego roku został aresztowany w Irkucku, po czym pod koniec 1923 r. po procesie skazano go na karę 5 lat więzienia. Po wyjściu na wolność został zmobilizowany do Armii Czerwonej, ale w czerwcu 1927 r. został ponownie aresztowany. Po ataku wojsk niemieckich na ZSRR 22 czerwca 1941 r., podjął współpracę z okupantami. Wstąpił do nowo formowanego Kozackiego Stanu. Otrzymał stopień starsziny wojskowego, awansując na pułkownika. W 1944 r. objął dowództwo 1 Dońskiego Pułku Kozackiego, a następnie 3 Kozackiego Pułku Zapasowego. W kwietniu 1945 r. pełnił obowiązki dowódcy 4 Mieszanej Kozackiej Brygady Pieszej. Na pocz. maja tego roku ponownie na czele 3 Kozackiego Pułku Zapasowego odłączył się ze swoim oddziałem od reszty Kozackiego Stanu podczas odwrotu do południowej Austrii. Pułk został otoczony przez komunistycznych partyzantów włoskich, po czym zmuszono go do poddania się. Władimir Łobysiewicz został wydany Sowietom, którzy po procesie skazali go na karę 25 lat łagrów. Dalsze jego losy są nieznane.